# 불교옹호회
불교옹호회(佛敎擁護會)는 일제강점기 초기에 조직된 불교 계열의 단체이다. 해인사 주지 이회광이 설립해 운영하던 불교진흥회의 후신 격이다.
불교진흥회가 승려 중심으로 결성되고 권중현 등 세도가는 고문으로 위촉하여 운영되었던 데 반해, 불교진흥회는 이완용과 권중현이 직접 설립하여 전면에 나섰다. 1917년 2월에 조선총독부의 인가를 받아 창립했다. 제1차 후원회는 그해 10월에 서울 종로구의 각황사에서 개최되었다.
취지서에 따르면 설립 목적은 종래의 불교진흥회가 노력에도 불구하고 원만한 발전이 이루어지지 않으므로 이를 폐지하고 조선불교를 옹호하기 위한 단체를 새로 설립한다고 되어 있다. 불교 신앙 수련으로 열심히 일하는 기풍을 진작하고, 충량한 신민이 되도록 하는 것이 목적이다.
이 단체의 임원으로는 조선귀족이 대거 영입되어 구성면에서 매우 화려했다. 이재각, 이해창, 이해승, 윤택영, 박영효 등 26명의 귀족이 고문에 위촉되었다. 회주는 자작 권중현이, 부회주는 남작 한창수가, 평의원장은 백작 이완용이 맡았다.
불교 단체였지만 신도인 것으로 알려진 일부 귀족 외에는 불교계의 참여가 전무했고, 일반 신도들의 지지를 얻지 못해 활동은 곧 위축되었던 것으로 알려졌다.

## 같이 보기
- 불교진흥회

## 참고자료
- 친일인명사전편찬위원회 (2004년 12월 27일). 《일제협력단체사전 - 국내 중앙편》. 서울: 민족문제연구소. 555~556쪽쪽. ISBN 8995330724.